# Ilha de Tambo
A Ilha de Tambo é uma ilha espanhola localizada na Galiza, na província de Pontevedra, no meio da Ria de Pontevedra, em Espanha. Pertence ao município de Poio, do qual está separada por um canal de 1,1 km de comprimento, mas pouco profundo. Tem uma superfície de 0,28 km², com uma altura máxima de 80 m, embora toda a sua parte central tenha mais de 50 metros de altura. O seu perímetro atinge 4 km.

## História
Entre os vários restos pré-históricos da ilha, existe um castro que ocupa toda a parte central da ilha e que está classificado pela Direcção Geral do Património sob o código GA36041043.
Uma capela foi construída no século VI, fundada por Martín de Dumio. Frutuoso de Braga fez dela um mosteiro, ligada ao Mosteiro de São João de Poio. Mais tarde tornou-se um priorado, sob o patrocínio de Santa María de Gracia.
No século XII, a ilha de Tambo pertenceu à rainha Urraca e foi entregue ao mosteiro de São João de Poio. Os habitantes de Combarro utilizaram a ilha durante séculos, onde trabalharam a sua terra e celebraram peregrinações. Em 1589 a capela foi saqueada pelo corsário Francis Drake, que atirou a estátua de Santa María de Gracia ao mar.
Em 1846, com a desamortização em Espanha, deixou de pertencer aos monges de Poyo e alguns anos mais tarde foi comprada pelo Ministro da Justiça, Eugenio Montero Ríos. Durante o mesmo século, foi construído um lazareto na ilha, que foi utilizado entre 1865 e 1879 para pôr em quarentena os marinheiros que chegavam ao porto de Marín-Pontevedra. Devido aos protestos dos cidadãos de Pontevedra, a enfermaria foi transferida para a ilha de São Simão, na ria de Vigo, e em 1889 a ilha tornou-se uma penitenciária militar.,
Com a criação da Escola Naval Militar de Marín em 1943, a ilha foi militarizada e utilizada como um arsenal. Foi nesse ano que os herdeiros de Montero Ríos venderam a ilha à Marinha. Até 2005, os herdeiros continuaram a ser registados como proprietários de um quinto da ilha.
A ilha esteve em uso militar até 2002. A Marinha deixou de classificar a ilha como um enclave estratégico nesse ano, o que suscitou esperanças de que pudesse ser cedida à Xunta de Galicia e incorporada ao Parque Nacional das Ilhas Atlânticas da Galiza. Para que isto acontecesse, teria primeiro de ser declarado um parque natural. No entanto, a ilha permanece sob jurisdição militar.
A 14 de abril de 2013, um grupo de residentes de Combarro fez uma declaração simbólica de independência da ilha em protesto contra o estado de abandono que sofreu após a desmilitarização. Em outubro de 2018, após um período de dois anos de encerramento da ilha, a Escola Naval voltou a permitir visitas organizadas à ilha.
A ilha já não é um enclave militar desde 1 de Março de 2022, o que a abre à população civil. · 

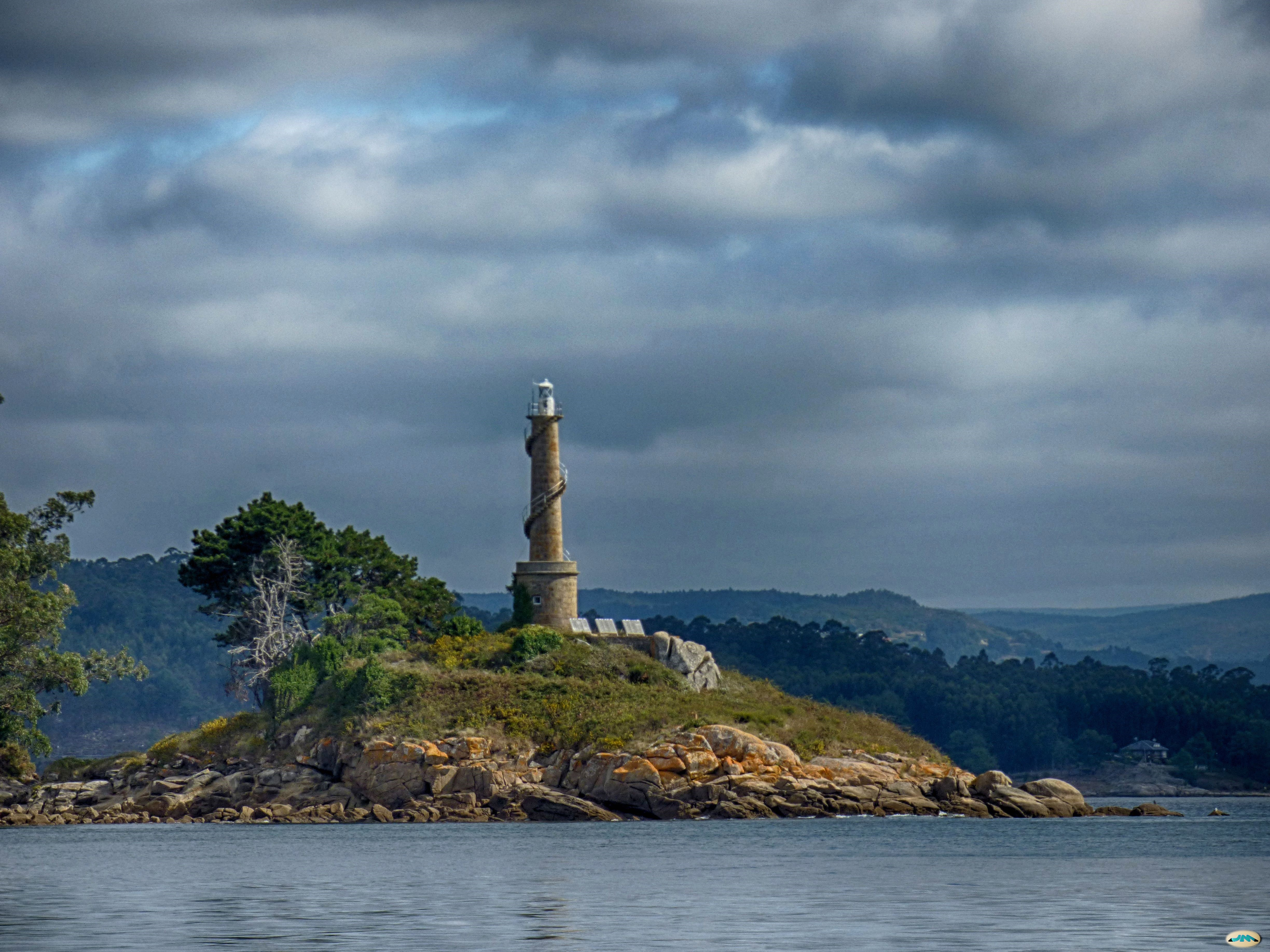
Farol da Ilha de Tambo

## Descrição
A ilha tem uma área de 28 hectares e atinge uma altitude de 80 metros no Monte San Facundo. É oval e tem uma forma típica piramidal, inteiramente coberta de árvores, especialmente eucaliptos. No seu lado sul há uma pequena península na qual existe um antigo farol construído em 1926 que lhe dá a sua forma característica e que ainda está activa.
Há um velho depósito de munição, uma capela e um velho lazaretto na ilha. Não há edifícios habitados.
A ilha tem duas praias que só são acessíveis por barco privado. No extremo nordeste da ilha encontra-se a Área da Illa, a maior e mais popular praia. A outra praia, mais pequena, é a Adreira. Situa-se no lado oriental da ilha. É uma enseada abrigada de areia branca, bordejada por rochas e um exuberante pinhal.
A ilha pode ser vista a partir de uma grande parte do Passeio Marítimo de Pontevedra.

### Artigos relacionados
- Passeio Marítimo de Pontevedra